# Rastis

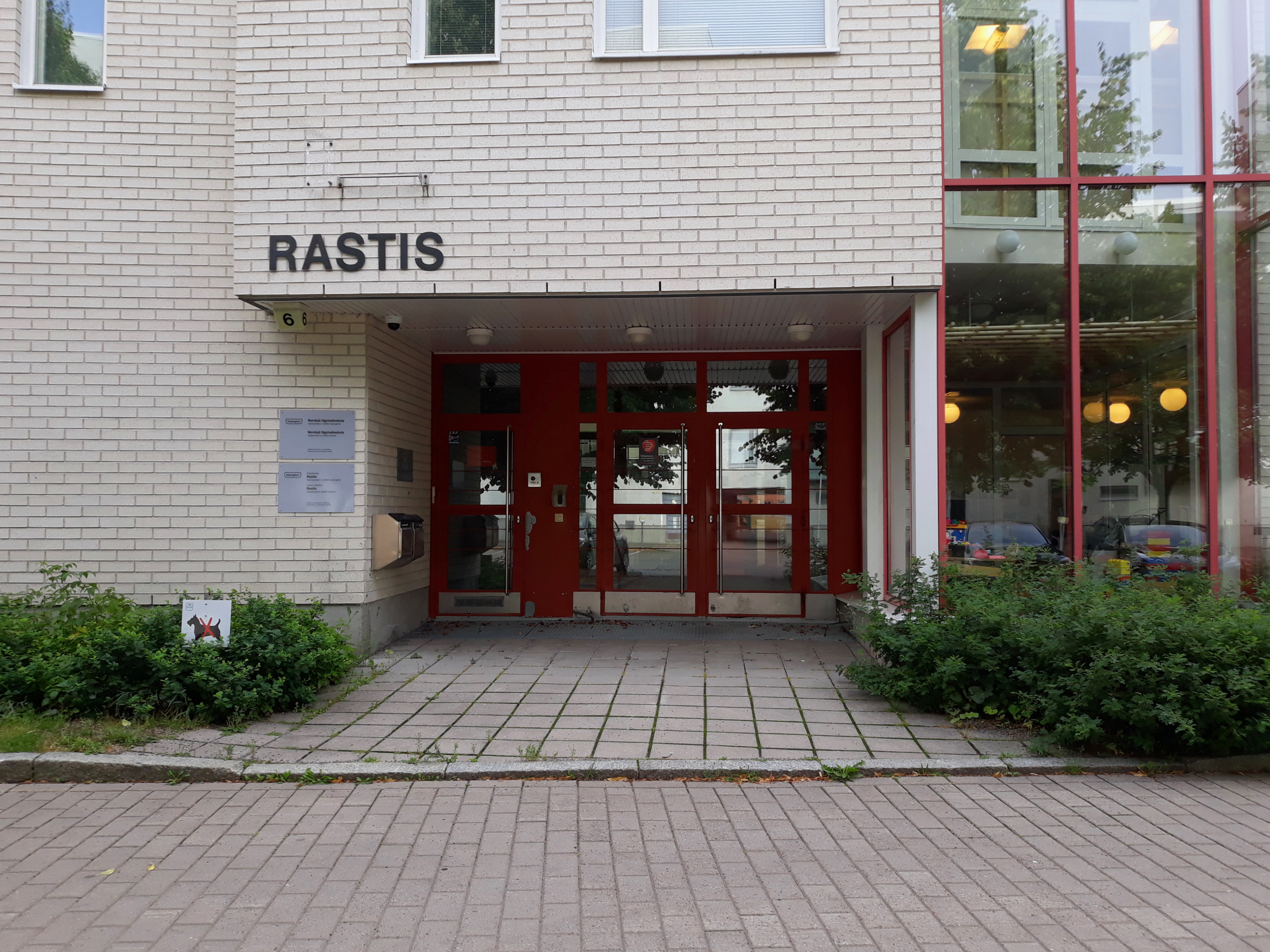
Rastis i augusti 2021.

Rastis är ett kommunalt allaktivitetshus och kulturcentrum i stadsdelen Nordsjö i östra Helsingfors. Centret är beläget strax intill Nordsjö metrostation och inhyser svenskspråkigt dagis, grundskola (Nordsjö lågstadieskola, årsklasser 1-6) och ungdomsgård. Tidigare fungerade även en kulturbyrå i fastigheterna, men verksamheten flyttades 2010 till Nordhuset, ett stenkast från Rastis.

## Historia
Svenskspråkig skolverksamhet har funnits i Nordsjö sedan 1883, först privat och sedan 1923 kommunalt. Verksamheten var länge uppdelad mellan en gammal byskola på Strandstensvägen norra Nordsjö för lägre klasser och utrymmen i en finskspråkig skola vid Rödstensvägen.  Helsingfors stadsstyrelse beslöt i januari 1996 att bygga ett allaktivitetshus för skola, dagvård och ungdosmverksamhet.
Sedan Rastis invigning på Svenska dagen 1997 centrerar fastigheten svenskspråkig undervisning i Nordsjö, som utgör Helsingfors största stadsdel. Centreringen ses som viktig för den svenskspråkiga lokalbefolkningens samhållning. Byggnaden Rastis är planerad av arkitekt Carl-Johan Slotte. Interiören innefattar skulptur och rum namngivna av bild- och performancekonstnären Jan-Erik Andersson, som också skrev en saga som koncept för husets konst. Verken utformades interaktivt med skolelever.